# مشكلة الربط
مسألة الوعي والربط هي مشكلة منطوية على كيفية الجمع بين الكائنات، والخلفية والسمات المجردة أو الشعورية ودمجها في تجربة مفردة واحدة.
تشير مشكلة الربط إلى التشفير الإجمالي لدارات الدماغ من أجل الجمع بين القرارات، والأفعال والإدراك. يمكن اعتبارها «مشكلة» نظرًا إلى عدم وجود نموذج كامل لها.
يمكن تقسيم مشكلة الربط إلى أربع مشكلات فرعية للإدراك الحسي، التي يُستخدم كل منها في العلوم العصبية، والعلوم المعرفية وفلسفة العقل. يشمل ذلك العديد من الاعتبارات العامة حول التنسيق، والوحدة الذاتية للإدراك والربط التغيري.

## نظرية تكامل السمات

### ملخص المشكلة
تشير مشكلة ربط السمات البصرية إلى السؤال عن سبب عدم خلطنا الدائرة الحمراء والمربع الأزرق مع الدائرة الزرقاء والمربع الأحمر. يتزايد فهمنا لدارات الدماغ المسؤولة عن ربط السمات البصرية باستمرار. تُعد عملية الربط أمرًا ضروريًا لنا من أجل تشفير السمات البصرية المختلفة بدقة في المناطق القشرية المختلفة.
في نظرية تكامل السمات الخاصة بها، اقترحت تريسمان أن مراحل الربط الأولى بين السمات خاضعة لوساطة روابط السمات في موقع مشترك. تتمثل المرحلة الثانية في دمج سمات الكائن الفردية التي تستلزم الانتباه، وتحدث عملية انتقاء الكائن ضمن «خريطة رئيسية» للمواقع. يمكن للتمثيلات النفسية الفيزيائية الخاصة بفشل الربط في ظل ظروف الانتباه الكامل دعم فكرة تحقيق الربط من خلال علامات الموقع المشتركة.
تكمن إحدى الآثار المترتبة على هذه النهج في عدم وجود البيانات الحسية مثل اللون أو الحركة في شكلها «غير المخصص» عادة. بالنسبة إلى ميركر: «لا يطفو «الأحمر» الخاص بالكرة الحمراء دون تجسد في مساحة لونية مجردة في «في 4»». في حال تحويل معلومات اللون المخصصة في نقطة ضمن الساحة البصرية مباشرة، عبر إدخال شكل ما من المنطق المقترح (بشكل مناظر لذلك المستخدم في تصميم الحاسوب) إلى المعلومات اللونية المخصصة في «هوية كائن» مفترضة بواسطة إشارات من أعلى إلى أسفل وفقًا لما يقترحه بورفيس ولوتو (على سبيل المثال، يوجد هنا الأزرق + يوجد هنا الكائن 1 = الكائن 1 أزرق اللون)، فلا توجد مهمة حاسوبية خاصة من «الربط معًا» بواسطة وسائل مثل المزامنة. (على الرغم من طرح فون دير مالسبورغ هذه المشكلة بالنسبة إلى «افتراضات» الربط مثل «المثلث» و«القمة»، لا تُعتبر مع ذلك، بمعزل عن بعضها، افتراضية).
تمثل كيفية حصول الإشارات في الدماغ على المحتوى، أو المعنى، الافتراضي قضية أكبر بكثير. مع ذلك، اقترح كل من مار وبارلو، بناءً على المعلومات المعروفة حول الموصولية العصبية في سبعينيات القرن العشرين، أنه من المتوقع حدوث التكامل النهائي للسمات في الإدراك بشكل مشابه للطريقة التي تعمل بها الكلمات في الجمل.
ما يزال دور المزامنة في الربط الفصلي أمرًا مثيرًا للجدل. اقترح ميركر في الآونة الأخيرة أن المزامنة سمة محتملة من سمات مناطق التنشيط الدماغية ذات الصلة بسمة «البنية التحتية» للنظام الحاسوبي المناظر لزيادة الطلب على الأكسجين الموضحة بواسطة تصوير تباين الإشارة «بي أو إل دي». قد يكون من الممكن تفسير الارتباطات المحددة الواضحة مع المهام الفصلية على أساس الموصولية البينية للمناطق المعنية. بوصفها تظاهرات محتملة من الحاجة إلى التوازن بين الاستثارة والتثبيط مع مرور الوقت، فمن المتوقع والمحتمل ارتباطها مع دارات إعادة الدخول التبادلية كما هو الحال في النموذج الذي وضعه سيث وآخرون (يقدم ميركر تشبيهًا بالصافرة الصادرة عن مضخم الصوت الذي يستقبل مخرجاته الخاصة).

### الأعمال التجريبية
من المقترح أن ربط السمات البصرية متميز بانتباه انتقائي لمواقع الكائنات. إذا لعب الانتباه المكاني بالفعل دورًا في تكامل الربط، سيحدث هذا بشكل أساسي عندما يعمل موقع الكائن كإشارة ربط. أظهرت نتائج إحدى الدراسات أن الصور المأخوذة باستخدام التصوير بالرنين المغناطيسي الوظيفي من شأنها الإشارة إلى مناطق من القشرة الجدارية المشاركة في الانتباه المكاني، بالإضافة إلى مهام اقتران السمات في مهام السمات المفردة. شملت المهمة مجموعة من الكائنات المتعددة المعروضة بالتزامن في مواقع مختلفة ما أدى إلى تنشيط القشرة الجدارية. من جهة أخرى، أظهرت القشرة الجدارية درجة أقل من المشاركة عند عرض مجموعة متعددة من الكائنات بشكل تسلسلي في نفس الموقع.

#### التجارب السلوكية
درس ديفولزي وآخرون ربط السمات من خلال بعدين من أبعاد السمة، بهدف توضيح إمكانية النظر في دمج محدد لاتجاه الحركة واللون باعتباره «مقيد» أو «غير مقيد». يمكن تعريف سمتين من السمات ذات الصلة سلوكيًا، بما في ذلك الحركة واللون العائدان إلى نفس الكائن، باعتبارهما الظرف «المقيد». يمتلك الظرف «غير المقيد» من جهة أخرى السمات العائدة إلى كائنات مختلفة. سُجلت جهود الحقل المحلية من قشرة فص الجبهة الوحشية (آي بّي إف سي) لدى القردة وخضعت للمراقبة خلال ترتيبات التنبيه المختلفة. تقترح النتائج وجود تمثيلات عصبية لربط السمات البصرية في نطاقات تردد متراوحة بين 4 و12 هرتز. من المقترح أيضًا أن نقل معلومات الربط متعاقب عبر المجموعات الفرعية العصبية «آي بّي إف سي» المختلفة. تظهر البيانات وجود أهمية سلوكية لمعلومات الربط التي ترتبط بزمن رد الفعل الخاص بالحيوان. يشمل هذا مشاركة من قشرة فص الجبهة المستهدفة بواسطة التيارين البصريين البطني والظهري في ربط السمات البصرية من مختلف الأبعاد (اللون والحركة).
من المقترح أن ربط السمات البصرية مكون من آليتين مختلفتين اثنتين في الإدراك البصري. تتألف الآلية الأولى من الألفة الناهضة بمجموعات الدمج المحتملة للسمات التي تدمج العديد من نوافذ التكامل الزمني المختلفة. من المتوقع أن هذه العملية خاضعة لوساطة عمليات المزامنة العصبية والمزامنة الزمنية في القشرة البصرية. تخضع الآلية الثانية لوساطة الألفة بالمنبه ويمكن توفيرها من خلال دعم الانتباه من أعلى إلى أسفل العائد من الأشياء المألوفة.